# Katerythrops tattersalli
Katerythrops tattersalli is een aasgarnalensoort uit de familie van de Mysidae. De wetenschappelijke naam van de soort is voor het eerst geldig gepubliceerd in 1930 door Illig.